# Goetheanum

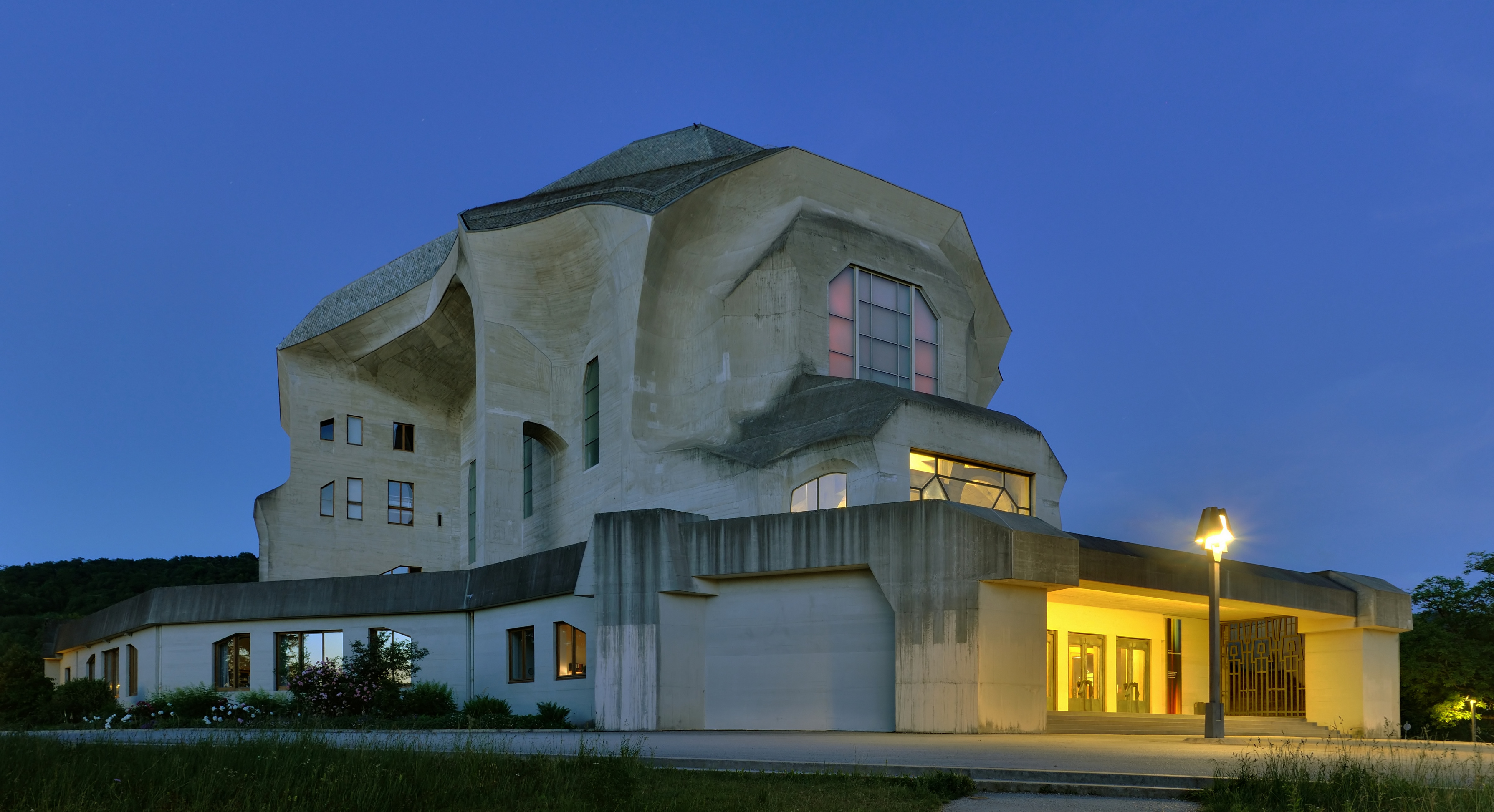
Al doilea Goetheanum

Goetheanum este centrul mondial al mișcării antroposofice, situat în mica localitate Dornach din cantonul Solothurn, Elveția. Numit în onoarea lui Johann Wolfgang von Goethe, centrul include o sală de spectacole cu o mie de locuri și spații administrative pentru Consiliul Societății Antroposofice; clădirile vecine găzduiesc facilitățile de cercetare și educaționale ale societății.

## Primul Goetheanum
Primul Goetheanum, o structură din lemn proiectată de Rudolf Steiner , a fost una dintre cele șaptesprezece clădiri pe care Steiner le-a proiectat și supravegheat între 1908 și 1925 . A fost gândită ca o „Gesamtkunstwerk” (sinteza unor diverse efecte artistice media și senzoriale), pătrunsă de semnificație spirituală. Construită inițial între 1913 și 1919 pentru a găzdui evenimentele teatrale estivale ale Societății Antroposofice, a devenit centrul unei mici colonii de căutători spirituali care locuiau în Dornach și se grupaseră în jurul lui Rudolf Steiner. Creația a presupus colaborarea mai multor artiști vizuali: vitraliile au dat culoare spațiului, pictorii au decorat tavanul cu motive care descriau întreaga evoluție umană, sculptorii au cioplit baze enorme pentru columne, capitele și arhitrave cu imagini de metamorfoze, iar arhitecții au creat neobișnuita structură de lemn a cupolei duble, peste o bază de beton curbată. Încă în timpul construcției, muzicieni, actori și artiști ai mișcării au început să dea diverse reprezentații într-un atelier învecinat. Când sala Goetheanumului a fost terminată, aceste reprezentații au fost mutate pe scena situată sub cupola mai mică a sa. Sala de spectacole era situată sub cupola mai mare.
Această clădire a fost incendiată în ajunul de An Nou, 1922/1923.

## Al doilea Goetheanum
În cursul anului 1923, R. Steiner a proiectat o clădire care să o înlocuiască pe cea originală. Această clădire, cunoscută azi ca Al doilea Goetheanum, a fost construită în întregime din beton armat. Clădirea este situată tot în localitatea Dornach, în apropierea orasului Basel. Începută în 1924, ea a fost terminată abia în 1928, adică la trei ani după moartea arhitectului. Este un pionierat al folosirii betonului în arhitectură și a primit statut de clădire protejată, ca fiind un monument național elvețian. Criticul de artă Michael Brennan a numit clădirea o „adevărată capodoperă a arhitecturii expresioniste din secolul XX”.
Goetheanumul actual găzduiește o sală de spectacole de 1.000 de locuri, în prezent centrul unei comunități artistice active, incorporând reprezentațiile trupelor sale de teatru interior și de euritmie, precum și ale artiștilor veniți în vizită din toate colțurile lumii. Clădirea găzduiește, de asemenea, birourile mondiale ale Societății Antroposofice. Conferințe pe teme de interes general au loc de mai multe ori pe an. Conferințe de specialitate pentru profesori, fermieri, doctori, terapeuți, precum și multe alte profesii se țin, de asemenea, regulat.
Goetheanumul este deschis vizitatorilor în fiecare zi; se organizează și tururi, de mai multe ori pe zi.
Remodelări complete ale sălii centrale au avut loc la mijlocul anilor '50 și în primii ani ai secolului al XXI-lea. Vitraliile datează din vremea lui R. Steiner; tavanul pictat și columnele sculpturale sunt replici contemporane sau reinterpretări ale celor aparținând Primului Goetheanum.

## Legături externe

„Scara primitoare” scara de intrare în sala de spectacole
„Scara în spirală”
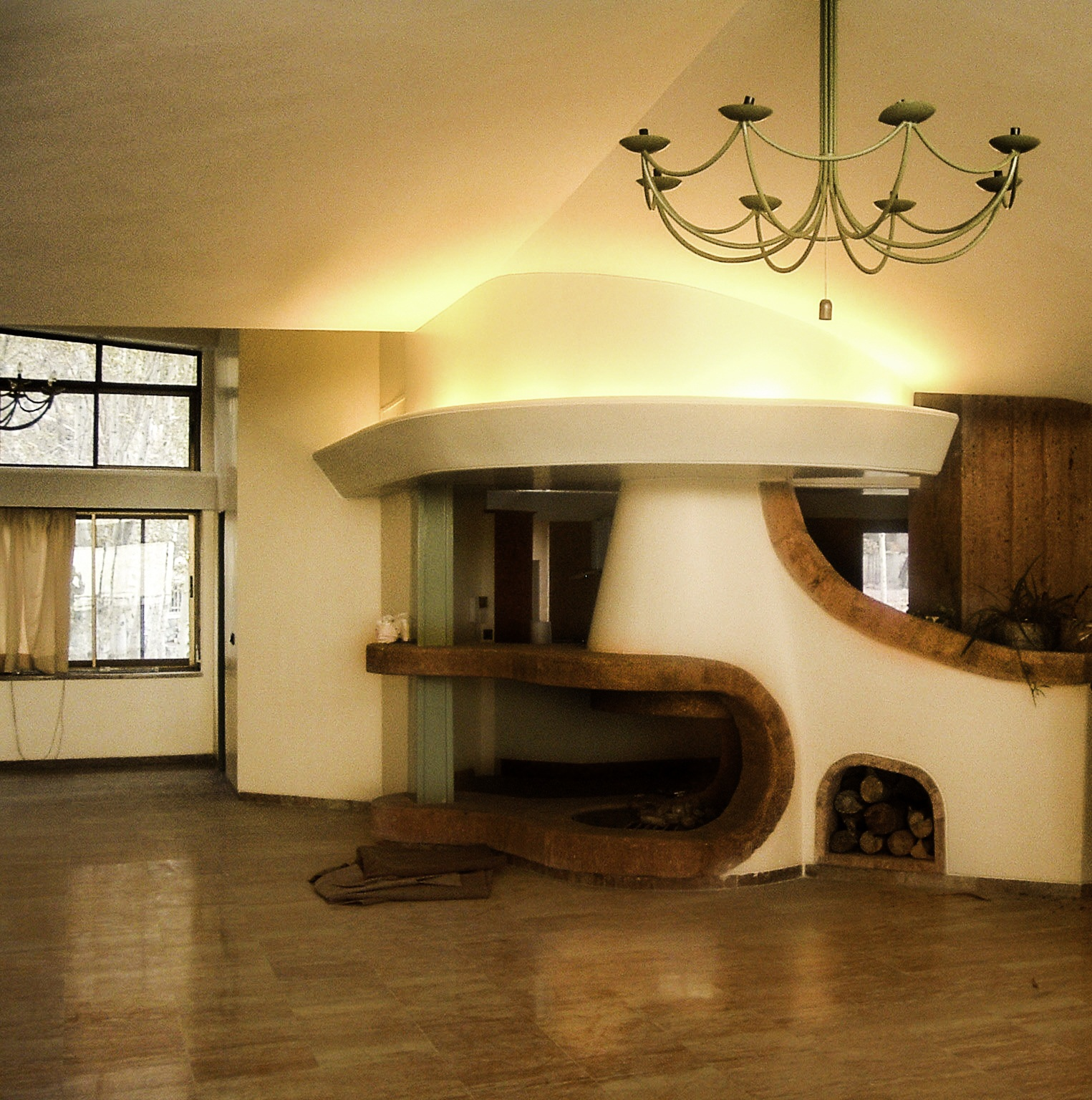
Vedere din interior
Vedere din parc
Parcul şi Dornach